# Пам'ятник Івану Мазепі (Чернігів)
Пам'ятник Івану Мазепі в Чернігові — пам'ятник українському гетьману Івану Степановичу Мазепі в місті Чернігові
Чернігівський пам'ятник Івану Мазепі став першим пам'ятником славному гетьману не лише в обласному центрі України, а й в українському місті взагалі, випередивши за часом встановлення появу пам'ятників Мазепі в Полтаві (там зі спорудженням тягнули з сер. 2000-х рр. проте він вийшов значно монументальнішим) та в столиці Києві, де монумент гетьману мав з'явитися в жовтні 2009 року.

## Загальні дані та опис

Пам'ятник зблизька

Пам'ятник Івану Мазепі в Чернігові розташований на т. зв. Валу біля історичної будівлі Чернігівського колегіуму (XVIII ст., один з найдавніших навчальних закладів Лівобережної України), у створенні якого гетьман узяв безпосередню участь.
Автори пам'ятника — місцевий скульптор Геннадій Єршов та архітектор Володимир Павленко, заслужений архітектор України, начальник управління містобудування та архітектури Чернігівської обласної державної адміністрації.
Пам'ятник гетьману Мазепі в Чернігові встановлено за ініціативою Національного архітектурно-історичного заповідника «Чернігів стародавній» відповідно до його генерального плану розвитку. Споруджений він повністю на благодійні кошти.
Пам'ятник являє собою бронзове погруддя гетьмана на білій мармуровій колоні. В руках Мазепа тримає булаву — яка тут виступає не лише символом гетьманської влади, а й уособленням державної незалежності України. На постаменті пам'ятника прикріплено фамільний герб Івана Мазепи.

## З історії пам'ятника
Автор погруддя Геннадій Єршов створив його ще 1998 року, однак можливості встановити погруддя не було понад 10 років.
Коли влітку 2009 року така можливість з'явилась, встановлення пам'ятника було вирішено приурочити до Дня Незалежності України (24 серпня), однак у подальшому урочисту (за участі місцевої влади) церемонію відкриття погруддя І. С. Мазепи було перенесено на 3 дні раніше від запланованого, тобто у знаменну в новітній історії України події. Це викликало неоднозначну реакцію в стані низки політичних сил регіону, зокрема, негативно щодо «кулуарного» відкриття пам'ятника висловились представники партії правого спрямування Всеукраїнського об'єднання «Свобода». За деякими даними, поясненням перенесення дати церемонії, було бажання організаторів заходу уникнути вчинення провокацій, обіцяних з боку низки лівих, прорадянськи і проросійськи налаштованих угрупувань і політичних сил.
На урочистій церемонії відкриття пам'ятника ввечері 21 серпня 2009 року зібралися представники місцевої влади, духовенство УПЦ КП, інтелігенція, зокрема співробітники Національного архітектурно-історичного заповідника «Чернігів стародавній». Пролунали виступи Голови Чернігівської облдержадміністрації Володимира Хоменка і вченого секретаря Національного архітектурно-історичного заповідника «Чернігів стародавній» Сергія Чернякова. Останній у своєму виступі, зокрема, повідомив, що на засіданні спеціальної ради, була затверджена офіційна документація до пам'ятника, а його визнано пам'яткою монументального мистецтва місцевого значення. Чин освячення пам'ятника здійснив єпископ Чернігівський і Ніжинський Іларіон Української Православної Церкви Київського патріархату. До пам'ятника лягли квіти.
Три доби після встановлення погруддя його цілодобово охороняли співробітники міліції та СБУ. Однак не до, ні на самих урочистостях з нагоди Дня незалежності 24 серпня 2009 року не вдалося уникнути ні святкової штовханини навколо пам'ятника, ні «гучних» і «звинувачувальних» заяв деяких політиків лівого спрямування, і навіть спроб вандалізму.

## Виноски
1. ↑  У Чернігові відкрили перший в Україні пам'ятник Мазепі [Архівовано 7 липня 2015 у Wayback Machine.] // повідомл. за 22 серпня 2009 року на www.newsru.ua («Новини України і світу») [Архівовано 9 грудня 2016 у Wayback Machine.]
2. ↑  ВО «Свобода» обурена, що пам'ятник Мазепі відкрили «по-тихому» [Архівовано 27 серпня 2009 у Wayback Machine.] // повідомл. УНІАН за 24 серпня 2009 року
3. ↑  У Чернігові таємно відкрили пам’ятник Мазепі | Факти ICTV
4. ↑  Пам'ятник Івану Мазепі відкрили у Чернігові з боєм. Навколо бронзового погруддя Івана Мазепи в Чернігові в День незалежності відбулися справжні бої між шанувальниками гетьмана та правоохоронцями.[недоступне посилання] // повідомл. + відеосюжет на Електронна версія новинневого блоку телеканалу [Архівовано 31 серпня 2009 у Wayback Machine.] 1+1
5. ↑  Киянка поїхала до Чернігова, щоб розмалювати пам'ятник Мазепі? [Архівовано 28 серпня 2009 у Wayback Machine.] // повідомл. УНІАН за 25 серпня 2009 року